# Charles McIlvaine
Charles Joseph McIlvaine, detto Charley (Filadelfia, 6 agosto 1903 – Ocean City, 30 gennaio 1975), è stato un canottiere statunitense.

## Palmarès

### Olimpiadi
- 1 medaglia:
  - 1 oro (Amsterdam 1928 nel due di coppia)